# Susumu Uemura
Susumu Uemura (植村 晋 Uemura Susumu?,  nacido el 9 de abril de 1964 en Shiga) es un exfutbolista japonés que se desempeñaba como defensa.

## Trayectoria

### Clubes
| Club        | País  | Año         |
| ----------- | ----- | ----------- |
| Gamba Osaka | Japón | 1987 - 1993 |